# Trần Thị Ngọc Đài
Trần Thị Ngọc Đài (陳氏玉台, 1577 - 1669), thụy Từ Huyên (慈萱), là một phi tần của Thanh Đô Vương Trịnh Tráng, mẹ của Tây Định Vương Trịnh Tạc.
Bà là người làng Đồng Đợi, huyện Thiên Bản, nay là thôn Đồng Đội, xã Cộng Hòa, huyện Vụ Bản, tỉnh Nam Định. Bà là con gái Khải quận công.
Hiện đền thờ bà tại quê nhà được công nhận là Di tích lịch sử cấp quốc gia.